# Ruskin (Nebraska)
Ruskin – wieś w Stanach Zjednoczonych, w stanie Nebraska, w hrabstwie Nuckolls.